# Emilio Gentile
Emilio Gentile (Bojano, 31 agosto 1946) è uno storico italiano, studioso di storia contemporanea, in particolare del fascismo.

## Biografia
Allievo di Renzo De Felice, dalla seconda metà degli anni settanta ha lavorato sulla storia del fascismo. I suoi studi hanno riguardato temi della storia contemporanea fra i quali la modernità, la nazione, il totalitarismo, il pensiero mitico, le religioni della politica. 
Autore di uno studio complessivo sull'ideologia fascista, si è occupato delle strutture istituzionali del fascismo, dell'organizzazione della politica e delle manifestazioni culturali. Ha inaugurato un nuovo filone di studi dedicati al totalitarismo e con La via italiana al totalitarismo, ma anche con lavori degli anni successivi, Gentile ha indicato limiti dell'interpretazione, proposta fra gli altri da Hannah Arendt, secondo cui il fascismo italiano non sarebbe stato un regime totalitario. Nella sua visione il fascismo fu il primo esperimento totalitario della storia perché diede vita a una nuova forma di dominio politico che interessava tutti gli aspetti della vita di un cittadino italiano. Questo esperimento fu messo in atto da un partito-milizia che ebbe come obiettivo costante l'imposizione del primato della politica su ogni altro aspetto della vita individuale e collettiva della nazione.

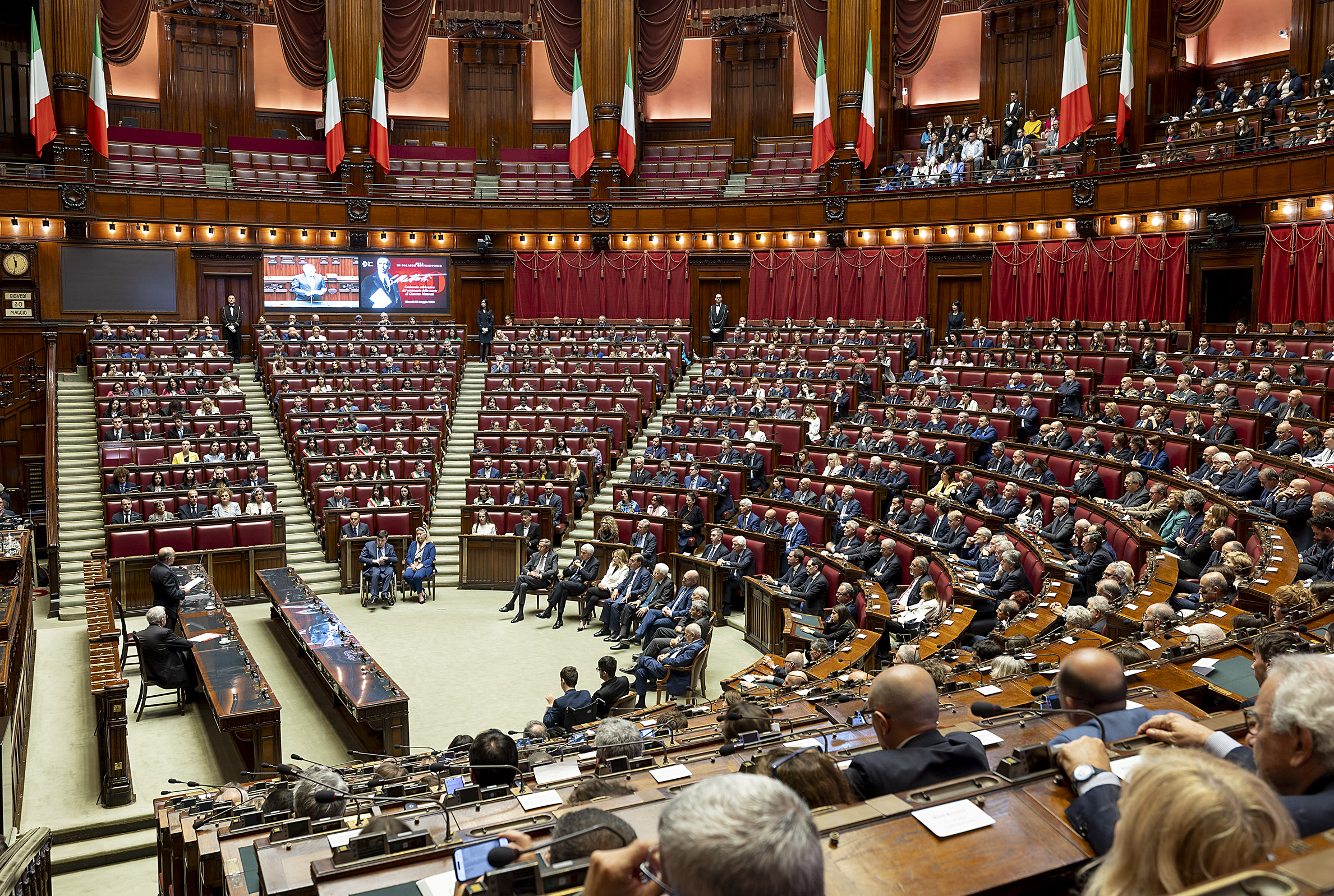
Gentile tiene una relazione su Giacomo Matteotti e le origini del regime fascista durante la cerimonia commemorativa del centesimo anniversario della morte di Matteotti alla Camera dei deputati, alla presenza delle massime cariche dello Stato, 30 maggio 2024

Prese pubblicamente posizione su cinque presunti diari di Mussolini, presentati da Marcello Dell'Utri, in realtà un falso che Gentile stesso contribuì a smascherare.
È stato professore ordinario di storia contemporanea all'Università degli Studi di Roma "La Sapienza" fino al 2012, quando è divenuto professore emerito; collabora a giornali e riviste. Ha insegnato in Australia, Francia e Stati Uniti.
Accademico dei Lincei, è stato insignito di diversi premi fra cui il Premio Hans Sigrist attribuitogli dall'Università di Berna nel 2003 per i suoi studi sulle religioni della politica. Molti dei suoi libri sono stati tradotti in diverse lingue.

## Premi e riconoscimenti
- Premio SISSCO, 1994, per Il culto del littorio. La sacralizzazione della politica nell'Italia fascista
- Premio Hans Sigrist, 2003
- Premio Renato Benedetto Fabrizi, 2012

## Opere
- «La Voce» e l'Età giolittiana, Milano, Pan, 1972.
- Le origini dell'ideologia fascista (1918-1925), Bari, Laterza, 1975; Bologna, Il Mulino, 1996-2011, ISBN 88-15-04802-2.
- Storia dell'Italia contemporanea, II, L'età giolittiana, 1899-1914, Napoli, Edizioni Scientifiche Italiane, 1977.
- Il mito dello Stato nuovo dall'antigiolittismo al fascismo, Roma-Bari, Laterza, 1982; Laterza, 1999, ISBN 88-420-5857-2.
- Storia del Partito fascista. 1919-1922. Movimento e milizia, Roma-Bari, Laterza, 1989, ISBN 88-420-3405-3.
- Storia d'Italia dall'unità alla Repubblica, III, L'Italia giolittiana. 1899-1914, Bologna, Il Mulino, 1990.
- Il culto del littorio. La sacralizzazione della politica nell'Italia fascista, Roma-Bari, Laterza, 1993, ISBN 88-420-4140-8; 2001, ISBN 88-420-6323-1.
- La via italiana al totalitarismo. Il partito e lo Stato nel regime fascista, Roma, NIS, 1995, ISBN 88-430-0279-1; Nuova edizione, Collana Quality Paperbacks, Roma, Carocci, 2008, ISBN 978-88-430-4576-1.
- La Grande Italia. Ascesa e declino del mito della nazione nel ventesimo secolo, Milano, Mondadori, 1997, ISBN 88-04-39787-X; Roma-Bari, Laterza, 2006-2011, ISBN 88-420-7856-5.
- Fascismo e Antifascismo. I partiti italiani fra le due guerre, Firenze, Le Monnier, 2000, ISBN 88-00-85720-5.
- Le religioni della politica. Fra democrazie e totalitarismi, Roma-Bari, Laterza, 2001, ISBN 88-420-6069-0.
- Fascismo. Storia e interpretazione, Roma-Bari, Laterza, 2002, ISBN 88-420-6771-7.
- Le origini dell'Italia contemporanea. L'età giolittiana, Roma-Bari, Laterza, 2003, ISBN 88-420-6772-5.
- Renzo De Felice. Lo storico e il personaggio, Roma-Bari, Laterza, 2003, ISBN 88-420-6928-0.
- Il fascismo in tre capitoli, Collana Universale, Roma-Bari, Laterza, 2004, ISBN 88-420-7323-7.
- Cos'è la religione oggi?, con Giovanni Filoramo e Gianni Vattimo, Pisa, ETS, 2005, ISBN 88-467-1172-6.
- La democrazia di Dio. La religione americana nell'era dell'impero e del terrore, Roma-Bari, Laterza, 2006, ISBN 88-420-8051-9.
- Il fascino del persecutore. George L. Mosse e la catastrofe dell'uomo moderno, Roma, Carocci, 2007, ISBN 978-88-430-4191-6.
- Fascismo di pietra, Collana I Robinson. Letture, Roma-Bari, Laterza, 2007, ISBN 978-88-420-8422-8.
- L'apocalisse della modernità. La grande guerra per l'uomo nuovo, Milano, Mondadori, 2008, ISBN 978-88-04-45534-9.
- "La nostra sfida alle stelle". Futuristi in politica, Roma-Bari, Laterza, 2009, ISBN 978-88-420-8840-0.
- Contro Cesare. Cristianesimo e totalitarismo nell'epoca dei fascismi, Milano, Feltrinelli, 2010, ISBN 978-88-07-11107-5.
- Né stato né nazione. Italiani senza meta, Roma-Bari, Laterza, 2010, ISBN 978-88-420-9321-3.
- Italiani senza padri. Intervista sul Risorgimento, a cura di Simonetta Fiori, Collana Saggi Tascabili, Roma-Bari, Laterza, 2011, ISBN 978-88-420-9499-9.
- E fu subito regime. Il fascismo e la marcia su Roma, Collana I Robinson. Letture, Roma-Bari, Laterza, 2012, ISBN 978-88-420-9577-4.
- La Marcia su Roma: come alcuni antifascisti compresero le origini del totalitarismo, Roma, Viella, 2013, ISBN 978-88-672-8158-9.
- Due colpi di pistola, dieci milioni di morti, la fine di un mondo. Storia illustrata della grande guerra, Collana I Robinson. Letture, Roma-Bari, Laterza, 2014, ISBN 978-88-581-1045-4.
- In Italia ai tempi di Mussolini. Viaggio in compagnia di osservatori stranieri, Collezione Le Scie, Milano, Mondadori, 2014, ISBN 978-88-046-4334-0.
- Il capo e la folla. La genesi della democrazia recitativa, Collana I Robinson. Letture, Roma-Bari, Laterza, 2016, ISBN 978-88-581-2070-5.
- "In democrazia il popolo è sempre sovrano". Falso!, Collana Idòla, Roma-Bari, Laterza, 2016, ISBN 978-88-581-2618-9.
- Mussolini contro Lenin, Collana I Robinson. Letture, Roma-Bari, Laterza, 2017, ISBN 978-88-581-2982-1.
- 25 luglio 1943, Collana I Robinson. Letture, Roma-Bari, Laterza, 2018, ISBN 978-88-5813-123-7.
- Ascesa e declino dell'Europa nel mondo. 1898-1918, Collana Saggi, Milano, Garzanti, 2018, ISBN 978-88-111-4967-5.
- Chi è fascista, Collana I Robinson. Letture, Roma-Bari, Laterza, 2019, ISBN 978-88-581-3614-0.
- Quando Mussolini non era il duce, Collana Saggi, Milano, Garzanti, 2020, ISBN 978-88-116-0773-1.
- Caporali tanti, uomini pochissimi. La storia secondo Totò, Collana I Robinson, Roma-Bari, Laterza, 2020, ISBN 978-88-581-4247-9.
- Storia del fascismo, Collana I Robinson. Letture, Roma-Bari, Laterza, 2022, ISBN 978-88-581-4891-4.
- Totalitarismo 100. Ritorno alla storia, Collana Piccoli saggi, Roma, Salerno Editrice, 2023, ISBN 978-88-697-3779-4.

### Curatele
- Mussolini e La Voce, Firenze, Sansoni, 1976.
- L'Italia giolittiana. La storia e la critica, Roma-Bari, Laterza, 1977.
- Repertorio biografico dei senatori dell'Italia fascista, a cura di e con Emilia Campochiaro, 5 voll., Napoli, Bibliopolis, 2003, ISBN 88-7088-452-X.
- Modernità totalitaria. Il fascismo italiano, Collana Storia e Società, Roma-Bari, Laterza, 2008, ISBN 978-88-420-8793-9.
- Alfredo Rocco. Dalla crisi del parlamentarismo alla costruzione dello Stato nuovo, a cura di e con Fulco Lanchester e Alessandra Tarquini, Roma, Carocci, 2010, ISBN 978-88-430-5542-5.
- Mussolini socialista, a cura di E. Gentile e Spencer M. Di Scala, Collana Storia e Società, Roma-Bari, Laterza, 2015, ISBN 978-88-581-1968-6.

### Saggi in volumi collettanei
- L'antigiolittismo e il mito dello Stato nuovo, in Aldo A. Mola (a cura di), Istituzioni e metodi politici dell'eta giolittiana. Atti del Convegno nazionale. Cuneo, 11-12 novembre 1978, Torino, Centro studi piemontesi, 1979.
- Alfredo Rocco, in Uomini e volti del fascismo, Roma, Bulzoni, 1980.
- L'umiltà di uno storico del Novecento. Profilo di Renzo de Felice: il personaggio, il professore, lo storico, in Luigi Goglia e Renato Moro (a cura di), Renzo De Felice. Studi e testimonianze, Roma, Edizioni di Storia e Letteratura, 2002, ISBN 88-87114-81-1.
- La mistica fascista e la via italiana al totalitarismo, in Anna Maria Casavola, Nicoletta Sauve e Maria Trionfi (a cura di), Sopravvivere liberi. Atti del convegno di studi. Roma 12 marzo 2002, Roma, ANEI, 2005.
- Vittorio Vidotto-Emilio Gentile-Simona Colarizi-Giovanni De Luna, Storia d'Italia in 100 foto. Edizione illustrata, Collana I Robinson.Letture, Roma-Bari, Laterza, 2017, ISBN 978-88-581-2917-3.